# Мит Абу Кум
Мит Абу Кум (на арабски: ميت أبو الكوم) е село в Северен Египет, мухафаза Минуфия. Намира се в делтата на река Нил.
В Мит Абу Кум е роден политикът Ануар Садат (1918-1981).